# Moș Crăciun caută Crăciuniță (film din 2005)
Moș Crăciun caută Crăciuniță (titlu original în engleză: Single Santa Seeks Mrs. Claus, cunoscut și ca A Christmas Romance) este un film de Crăciun americano-german din 2005 regizat de Harvey Frost. În rolurile principale joacă actorii Steve Guttenberg, Crystal Bernard și Dominic Scott Kay. A avut premiera la 21 iulie 2005 în Australia. Este urmat de filmul Familia lui Moș Crăciun (2005).

## Prezentare
O mamă singură a cărei credință în dragoste a murit odată cu fostul ei soț descoperă că încă există miracole de Crăciun în această poveste de dragoste presărată cu magia iernii.
Beth Sawtelle (Crystal Bernard) este o mamă singură și devotată. Ea lucrează ca director de publicitate și este ancorată într-o afacere nouă care o poate lansa pe un post de director executiv în cadrul companiei. Sezonul sărbătorilor de iarnă a început și, în scopul de a vinde cel mai nou joc video, Beth are nevoie pentru reclama ei de un actor care să-l interpreteze cel mai bine pe Moș Crăciun. În timp ce Beth este din ce în ce mai ocupată cu treburile sale, ea încearcă să-l convingă pe tânărul ei fiu, Jake (Dominic Scott Kay), să nu mai creadă în fantezii, cu toate acestea tânărul nostalgic îi trimite o scrisoare lui Moș Crăciun în care îi cere un nou tată de sărbători. În acest timp, la Polul Nord, a sosit timpul ca Sfântul Nicolae să se pensioneze și să lase toate responsabilitățile sale fiului său Nicolae (Steve Guttenberg). Pentru a face acest lucru, tânărul Nicolae trebuie să-ți găsească o Crăciuniță  înainte de Ajunul Crăciunului. După ce primește cererea lui Jack, Nicolae se îndreaptă spre Los Angeles îndrăgostindu-se de Beth Sawtelle. În ciuda celor mai bune intenții ale sale, este nevoie de mai mult decât un miracol de Crăciun pentru a o convinge pe abătuta văduvă că dragostea încă poate învinge toate piedicile.

## Distribuție
- Steve Guttenberg - Nick (Nicolae)
- Crystal Bernard - Beth
- Dominic Scott Kay - Jake
- Armin Shimerman - Ernest
- Wendy Braun - Amy
- Sebastian Tillinger - Hennesy
- Mackenzie Fitzgerald - Jocelyn
- Kelley Hazen - Joanie
- Cody Arens - Christian
- Robin Shorr - Meredith
- John Wheeler - Santa (Moș Crăciun)
- Taffy Wallace - Coach (Antrenorul)
- Samantha Bennet - Marilyn
- Ashlynn Bernard - Young Beth (Tânăra Beth)
- Katia Coe - Holly
- Marcia Ann Burrs - Mrs. Claus (Crăciunița)
- Miranda Gibson - Emily
- Hanna Wilbur - Deaf Girl
- Austin Miles - Mail Santa
- Clement Von Franckenstein - Sir John
- Darby Stanchfield - Store Clerk
- Diane Robin - Woman Customer
- Erik Carr - Connor
- Alison McMillan - Mom of Deaf Girl
- Frank Sharp - Tree Seller
- Thomas Calabro - Andrew West

## Producție
Filmările au avut loc în 2004 la Posada Royal Hotel & Suites, Simi Valley, California.